# Vetterli M1870
El Vetterli M1870 fue el fusil de cerrojo estándar del Regio Esercito desde 1870 hasta 1887, cuando fue gradualmente reemplazado por la variante Vetterli-Vitali M1870/87. El M1870 era un fusil de cerrojo monotiro, que disparaba el cartucho de percusión central 10,35 x 47 R, inicialmente cargado con pólvora negra y posteriormente con pólvora sin humo. El Vetterli M1870 estaba basado en el Vetterli Modelo 1869 suizo, pero simplificado para reducir costos de producción.

## Vetterli-Vitali M1870/87
A partir de 1887 y hasta 1896, el Regio Esercito empezó a modificar sus fusiles monotiro Vetterli M1870 en fusiles de repetición con un depósito de 4 cartuchos, basado en el sistema diseñado por el Capitán de Artillería G. Vitali. Esta modificación añadía un cargador externo fijo, que era alimentado mediante un peine simple de diseño suizo hecho de madera y acero, el cual contenía cuatro cartuchos 10,35 x 47 R. El peine era introducido en el depósito hasta que el último cartucho era fijado por el retén de cartuchos, para luego retirarlo jalando de la cuerda unida al marco superior de madera del peine. Los peines eran suministrados en cajas de chapa de acero soldada, que contenían 6 peines.
La modificación con cargador Vitali se hizo en el fusil, el mosquetón TS (Truppe Speciale, Tropas Especiales en italiano) y posiblemente algunas carabinas de los Carabinieri; no se aplicó esta modificación a los Moschetto da Cavalleria (Carabina de Caballería, en italiano) de las unidades italianas metropolitanas. En 1888, el Fondo Coloniale (Eritrea) solicitó 500 carabinas de Caballería con cargador Vitali para equipar a la Caballería Nativa eritrea ("Spahi", soldado a caballo en suajili). Se conoce la existencia confirmada de 5 ejemplares de esta carabina (1 en Australia, 2 en Estados Unidos y 2 en Italia), que es llamada por los coleccionistas de armas como "Carabina de Caballería Eritrea M1870/88". Las unidades de Caballería del Regio Esercito mantuvieron en servicio la carabina monotiro Vetterli M1870 hasta 1893, cuando fue reemplazada por la carabina Carcano M91.
La modificación está indicada por un sello ovalado pirograbado en la culata, con el texto "ARTIG. FAB. D'ARMI TERNI 1888" (la fecha varía). En la parte central del sello está el escudo de armas de la Casa de Saboya y la palabra "Riparazione" (Reparación, en italiano) debajo del sello. La escasez de fusiles surgió a partir de la entrada de Italia a la Primera Guerra Mundial del lado de los Aliados.
Debido al gran número de personas movilizadas para la primera guerra total en la historia de Europa, la escasez de fusiles modernos empezó a sentirse a finales de 1915 y una gran cantidad de obsoletos fusiles Vetterli-Vitali M1870/87 fueron suministrados a los regimientos de formación reciente que no se esperaba que entraran en combate. Sin embargo, en varias ocasiones los soldados entraron en batalla armados con estos anticuados fusiles.
En 1916, Italia envió una gran cantidad de fusiles Vetterli-Vitali M1870/87 a Rusia; la munición y las piezas fueron fabricadas por la Remington Armory bajo un contrato británico. Estos fusiles "zaristas" acabarían en manos Republicanas durante la Guerra Civil Española, ya que la Unión Soviética vació sus arsenales de todos los viejos fusiles con cartuchos de pólvora negra y cartuchos con pólvora sin humo que había heredado después de la Revolución de Octubre de 1917.

## Vetterli-Vitali M1870/87/15
Durante la Primera Guerra Mundial, muchos fusiles Vetterli-Vitali M1870/87 fueron recalibrados para disparar el mismo cartucho de 6,5 mm cargado con pólvora sin humo que el Carcano M91, al añadirles una funda de calibre 6,5 mm en el ánima de su cañón y el cargador externo fijo del Carcano M91 modificado. El enfundado del ánima del cañón era llamado "Método Salerno". El cabezal del cerrojo también fue torneado para aceptar el culote de menor diámetro del cartucho 6,5 x 52 Mannicher-Carcano y se le acortó el percutor. Estos fusiles modificados fueron empleados para unidades de retaguardia (Guardias, entrenamiento, etc.) y escasamente, o nunca, disparaban el cartucho estándar 6,5 x 52 Mannicher-Carcano. Después de la Primera Guerra Mundial, muchos de estos fusiles fueron asignados a las unidades coloniales de Tripolitania, Fezzan y Cirenaica (Libia italiana), así como también a las de Eritrea y Somalia, nuevamente como fusiles de entrenamiento que casi nunca eran empleados en prácticas de tiro. Estos fusiles nuevamente fueron empleados en la segunda guerra ítalo-etíope, principalmente por soldados etíopes. Durante la Segunda Guerra Mundial, solamente fueron empleados por los Camisas negras.
Debido a la antigüedad y el estado de este fusil (fabricado entre 1870 y la década de 1890), que fue modificado dos veces (entre 1887 y la década de 1890, así como entre 1915 y 1916) y cuyo modelo original disparaba cartuchos cargados con pólvora negra, no es adecuado para efectuar disparos continuos (como en combate) con el cartucho 6,5 x 52 Mannlicher-Carcano o su actual equivalente civil. Incluso en la década de 1920 se registraron casos donde las fundas Salerno se soltaban debido a los disparos continuos (solamente estaban soldadas dentro del ánima), así como explosiones de los cañones de fusiles sobrantes desde la década de 1950.

## Galería

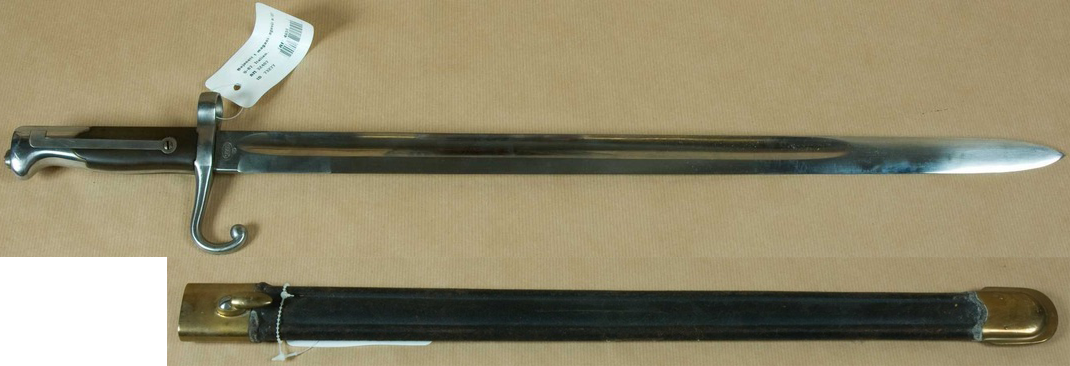
Bayoneta de Vetterli-Vitali y su vaina.
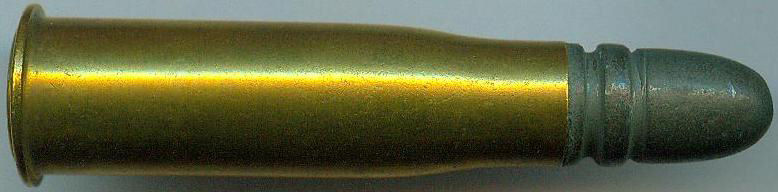
Cartucho M70.
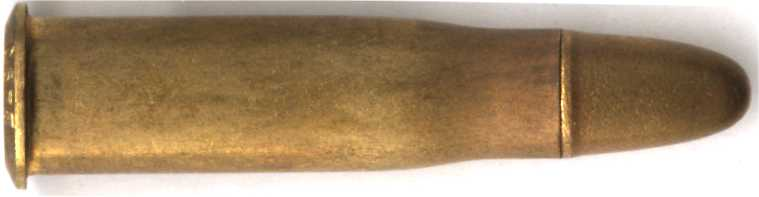
Cartucho M90.